# Гіторія
Гіторія (дав.-гр. Ηγετορία) — персонаж давньогрецької міфології, німфа з Родосу, яка стала дружиною царя Охіма, одного з братів Геліадів. Від Охіма народила Кідіппу. Охім хотів її видати за родоського героя Окрідіона, але її дядько Керкаф, що був у неї закоханий, вмовив вісника привести Кідіппу до неї. Охім розгнівався, через що Керкаф з Кідіппою змушені були надовго втекти з Родоса. Але через те, що в Охіма з Гіторією не було синів, коли Охім сильно постарів, Керкаф з Кідіппою повернулися, і Керкафа після смерті Охіма було визнано царем.